# Eilema basinota
Eilema basinota är en fjärilsart som beskrevs av Moore 1865. Eilema basinota ingår i släktet Eilema och familjen björnspinnare. Inga underarter finns listade i Catalogue of Life.